# Монкривело
Монкривѐло (на италиански: Moncrivello; на пиемонтски: Moncravel, Монкравел) е село и община в Северна Италия, провинция Верчели, регион Пиемонт. Разположено е на 206 m надморска височина. Населението на общината е 1444 души (към 2010 г.).